# CD Izarra
CD Izarra is een Spaanse voetbalclub. Thuisstadion is het Estadio Merkatondoa in Estella-Lizarra in de provincie Navarra. Het team speelt sinds 2015 in de Segunda División B.

## Geschiedenis
Het hoogste niveau dat de ploeg behaald heeft is het derde niveau van het Spaans voetbal.  Dit gebeurde tijdens de periode 1943-1948, 1949-1956,1957-1958,1960-1961 en na de oprichting van de Segunda División B in seizoenen 1990-1991,1992-1998,1999-2000,2009-2010,2012-2013 en vanaf 2015 tot en met vandaag.
Deportivo Alavés B ·
SD Amorebieta ·
Barakaldo CF ·
Athletic Bilbao B · 
CD Calahorra ·
CD Ebro ·
SD Ejea ·
Arenas Club de Getxo ·
Haro Deportivo ·
CD Izarra ·
SD Laredo ·
SD Leioa · 
SD Logroñés ·
UD Mutilvera ·
CA Osasuna B ·
Club Portugalete ·
Racing Santander ·
Real Sociedad B · 
SD Tarazona ·
CD Tudelano ·
Real Unión ·